# Kloar Kimming
Die Kloar Kimming ist ein ehemaliges deutsches Seebäderschiff, das als Westerland auf der Mützelfeldtwerft in Cuxhaven für die Reederei HADAG gebaut wurde. 2002 wurde es von Adler-Schiffe erworben, 2023 verkauft und in The Majestic umbenannt. Seit April 2024 trägt es den Namen Conscience.
Der vorletzte Name Kloar Kimming bedeutet „Klarer Horizont“ und spielt auf den nordfriesischen Leitspruch „Rüm hart – klaar kiming“ („Großes Herz – klarer Horizont“) an.

## Geschichte

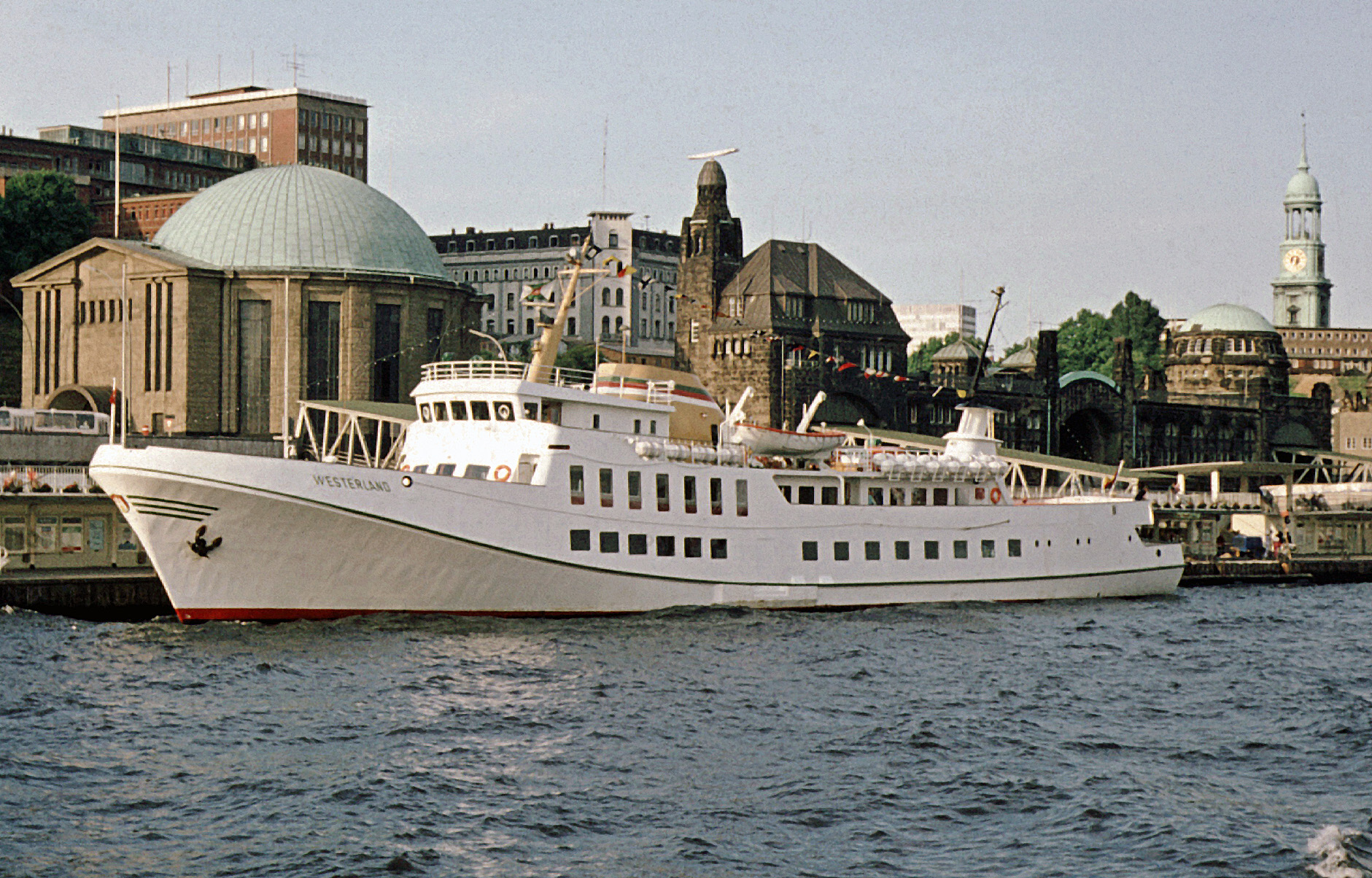
Als Westerland der HADAG 1973 in Hamburg

Die Kiellegung des Schiffes fand am 3. Juni, der Stapellauf am 5. Dezember 1971 statt. Fertiggestellt und an den damaligen Reeder übergeben wurde das Schiff im April 1972. Zunächst wurde es für Ausflugsfahrten von Hörnum/Sylt nach Helgoland sowie für Butterfahrten auf der Ostsee eingesetzt. 1977 wurde es an die Kieler Verkehrs AG verchartert und in Stadt Kiel II umbenannt. Bis 1978 war das Schiff, das 1978 an die Kieler Verkehrs AG verkauft wurde, sowohl zwischen Kiel und Ærøskøbing als auch zwischen Kiel und Rostock unterwegs.
1979 wurde das Schiff erneut verkauft und in Heimatland I umbenannt. Es folgten noch mehrere Eignerwechsel, bevor das Schiff Ende 1981 an die Wyker Dampfschiffs-Reederei verkauft wurde. Die W.D.R. setzte das Schiff 20 Jahre lang bis Sommer 2001 als Pidder Lyng im Helgolandverkehr ein. Als Nachfolgerin von zwei kleineren Schiffen (Rüm Hart und Klaar Kiming) bediente es abwechselnd die Strecken zwischen den Nordfriesischen Inseln und Helgoland sowie auch von Husum nach Helgoland und vom Eidersperrwerk nach Helgoland. Die Indienststellung des Katamarans Cat No. 1 im Jahr 1999, der parallel ebenfalls von den Nordfriesischen Inseln nach Helgoland fuhr, führte zu einem Rückgang der Auslastung der Pidder Lyng. So wurde das Schiff während der Sail Bremerhaven im Jahr 2000 für Tageseinsätze verchartert und kurzzeitig in Mare Gaudum umbenannt, kehrte dann aber wieder unter dem alten Namen in den Helgolandverkehr zurück.
Im Jahr 2002 wurde es dann an die Reederei Adler-Schiffe verkauft und in Adler Nordica umbenannt. Geplant war eine Vercharterung an die Reederei Ørestad. Beim Umbau auf der Kieler Lindenau-Werft brach ein Brand aus, der den kompletten oberen Salon zerstörte. Das Schiff wurde nach diesem Zwischenfall runderneuert und war dann bis 2006 als Turasund zwischen Malmö und Kopenhagen im Einsatz. 2006 wurde es zurück in Adler Nordica umbenannt und war für die Adler-Reederei zwischen den Nordfriesischen Inseln sowie der dänischen Insel Rømø und Helgoland im Einsatz.

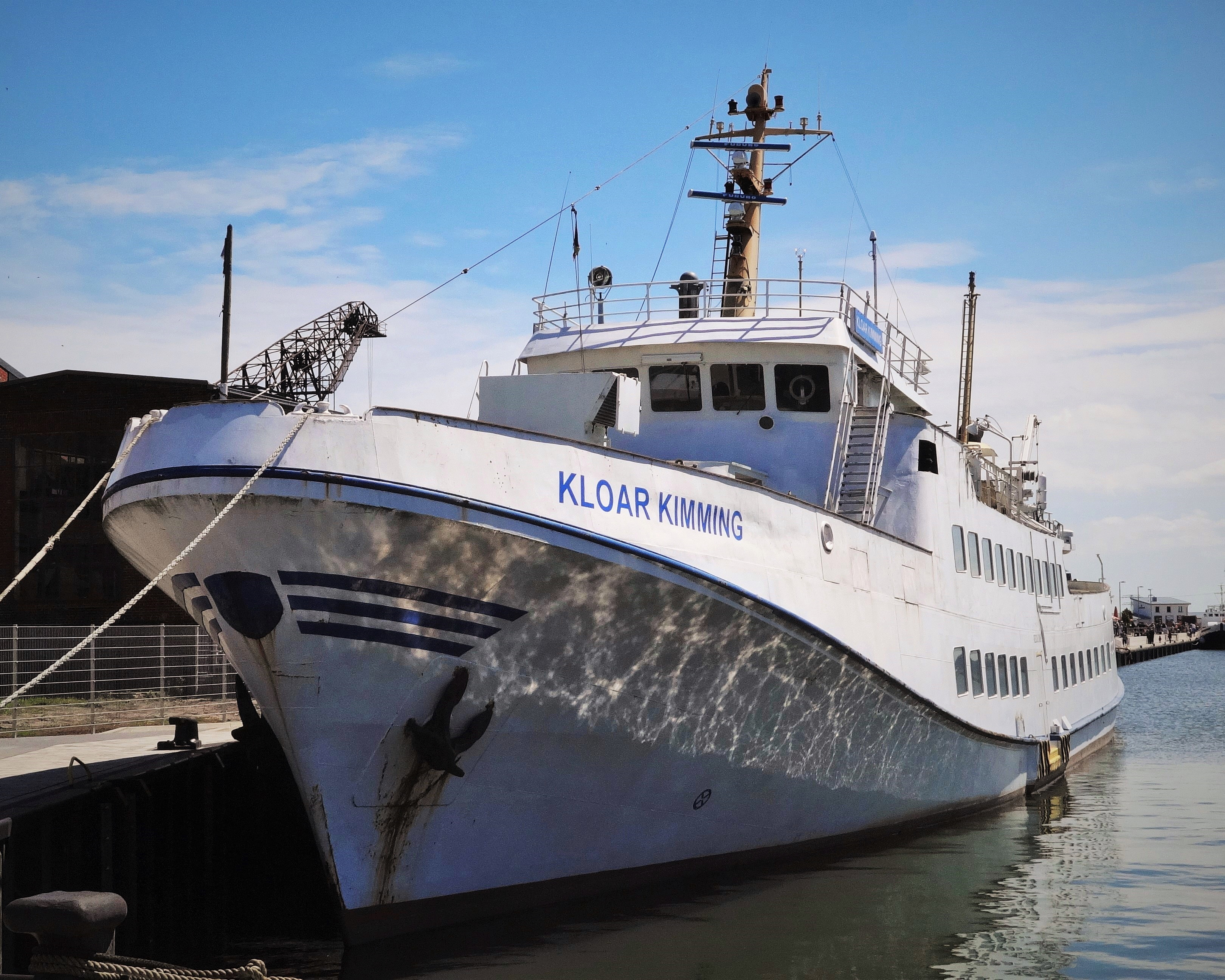
Die außer Dienst gestellte Kloar Kimming nach jahrelanger Liegezeit in Peenemünde im Juli 2017

2007 wurde es dann an die Förde Reederei Seetouristik verchartert und in Kloar Kimming umbenannt. Das Schiff befuhr für ein Jahr die Route Bremerhaven–Helgoland. Im Juni 2007 geriet es dabei auf der Rückreise von Helgoland nach Bremerhaven während eines Sturmes in schwere See. Dabei wurden zwei Passagiere verletzt und ein Außenfenster des Schiffes zerstört. Nachdem das Schiff im Herbst 2007 zunächst aufgelegt wurde, konnte es 2008 an die Prokon Nord Offshore-Installations GmbH verchartert werden, die es als Wohnschiff für den Bau des Windparks alpha ventus einsetzen wollte. Für diese Aufgabe wurde das Schiff auf der Nesse-Werft in Leer umgebaut und mit Kammern für insgesamt 45 Monteure versehen. Der Einsatz dauerte nur wenige Wochen.
Von 2009 bis 2023 lag das Schiff als Auflieger in Peenemünde.
Am 6. Juli 2023 wurde es an Käufer mit Sitz in Liberia übergeben und in der Folge in The Majestic umbenannt. Das Schiff wurde unter die Flagge Palaus gebracht, neuer Heimathafen ist Malakal Harbour. Vorgesehen war eine weitere Verwendung als Restaurantschiff in Istanbul. Am 10. August 2023 verließ das Schiff Peenemünde. Auf dem Weg in die Türkei strandete es am 17. September ungewollt in der Nähe des türkischen Dorfes Balabanlı, konnte seine Fahrt aber 12 Stunden später fortsetzen. Das Schiff erreichte Istanbul, nach mehreren Zwischenstopps, in der Nacht zum 19. September.
Im März 2024 wurde das Schiff an die İHH weiterverkauft und in eine Werft nach Tuzla verlegt. Anfang April wurde es in Conscience umbenannt und soll sich für die Freedom Flotilla an Hilfslieferungen für den Gazastreifen beteiligen. Zwischenzeitlich wurde das Schiff jedoch in Haydarpasa festgehalten, da es vom türkischen Verkehrsministerium keine Genehmigung für die Ausfahrt erhielt.
Am 25. Februar 2025 hat das Schiff den Hafen Haydarpasa verlassen und erreichte nach mehreren Zwischenstopps am 27. März 2025 die Marina in Bizerte im Norden Tunesiens.

Ein Bergungsschlepper beteiligt sich an den Löscharbeiten auf der Conscience

Von dort aus ist es am 29. April 2025 aufgebrochen, um mit einem Zwischenstopp in internationalen Gewässern nahe Malta nach Gaza zu fahren. In der Nacht vom 1. auf den 2. Mai sei es nach Angaben der Hilfsorganisation dort auf Reede liegend von mutmaßlich israelischen Drohnen attackiert und in Brand geschossen worden, dabei sei ein Riss in der Außenhaut entstanden und es bestand die Gefahr des Sinkens. Am 18. Mai 2025 ist es von einem italienischen Bergungsschlepper zunächst auf die Reede von Misrata und anschließend nach Aliağa geschleppt worden.

## Technische Daten
Das Schiff wird von zwei Sechzehnzylinder-Viertakt-Dieselmotoren der Motoren-Werke Mannheim mit einer Leistung von jeweils 1397 kW angetrieben. Die Motoren wirken über Untersetzungsgetriebe auf zwei vierflüglige Verstellpropeller, mit denen das Schiff Mitte der 1990er-Jahre nach einer Grundberührung ausgerüstet worden war. Ursprünglich verfügte es wie die beiden Schwesterschiffe Funny Girl und Fair Lady über zwei fünfflüglige Festpropeller. Durch den Einbau der Verstellpropeller wurden die Manövriereigenschaften des Schiffes verbessert. Dabei wurde laut Aussage des damaligen Kapitäns eine Reduzierung der Geschwindigkeit in Kauf genommen, die zwei Gründe hat: zum einen haben die Verstellpropeller einen geringeren Wirkungsgrad und zum anderen wird das Schiff seither mit einer konstanten Drehzahl betrieben, die aus wirtschaftlichen Überlegungen heraus niedriger angesetzt wurde als die vorherige Drehzahl bei voller Fahrt.
Das Schiff verfügt über ein Bugstrahlruder.
Für die Stromversorgung stehen drei Dieselgeneratoren sowie ein Notgenerator zur Verfügung.